# Дронов, Георгий Александрович
Гео́ргий Алекса́ндрович Дро́нов (род. 7 апреля 1971, Москва) — российский актёр театра, кино, телевидения, озвучивания и дубляжа, телеведущий и кинорежиссёр. Известен по исполнению ролей в телесериалах «Саша+Маша», «Воронины», «Пляж» и «Девушки с Макаровым»; также играл роль Толика в фильмах «Ночной Дозор» и «Дневной Дозор».

## Биография
Георгий Александрович Дронов родился 7 апреля 1971 года в Москве, в семье Марии Георгиевны и Александра Анатольевича Дроновых. В 1992 году окончил Московский Государственный институт культуры (факультет режиссуры), затем Высшее театральное училище имени М. С. Щепкина (в 1996 году, актёрский факультет, мастерская В. Коршунова).
С 1998 года по 2001 год работал в театре «На Юго-Западе».
В 2001—2005 годах был актёром Государственного Академического Малого театра.
С 2005 года — актёр «Независимого театрального проекта», который впоследствии покинул из-за конфликта с руководством.
В 2006 году Георгий Дронов попробовал себя в качестве режиссёра, сняв телесериал «Счастливы вместе».
Широкую известность актёру принесла роль Саши в телесериале «Саша+Маша».
С 2009 года по 2019 год играл Костю — одного из главных героев телесериала «Воронины».
23 февраля 2023 года вышел триллер Дмитрия Дьяченко «Бешенство», в котором актёра можно увидеть в необычном для него амплуа. Также в фильме сыграл Алексей Серебряков.
В мае 2023 года принял участие в скетчкоме «Истории большой страны» на телеканале «Россия-1».

## Личная жизнь
- Первая жена — телеведущая Татьяна Мирошникова (род. 1970)[6].
- Вторая жена — Лада.
- Дети:
  - дочь Алиса (род. 2011) и
  - сын Фёдор (род. 2012).

## Общественная позиция
В 2020 году поддержал поправки в Конституцию, предложенные Владимиром Путиным и вынесенные на общероссийское голосование, а также снялся в агитационном ролике.
В 2022 году высказался в поддержку вторжения России в Украину, вызвав этим негодование своих российских и украинских фанатов.

## Творчество

### Роли в театре

#### Театр на Юго-Западе(1998-2001)
- «Ромео и Джульетта», В. Шекспир — Ромео
- «Дракон», Е. Шварц — Генрих
- «Макбет», В. Шекспир — Флинс
- «Женитьба», Н. Гоголь —Подколёсин
- «Трактирщица», К. Гольдони — кавалер Риппафрата

#### Малый театр
- «Правда хорошо, а счастье лучше», А. Островский — Никандр Мухояров
- «Свадьба, свадьба, свадьба», А. Чехов — телеграфист Ятъ
- «Хроника дворцового переворота», Г. Турчина — кабатчик
- «Хроника дворцового переворота», Г. Турчина — Барятинский
- «Князь Серебряный», А. Толстой — палач
- «Бешеные деньги», А. Островский — капельмейстер / горожанин
- «Царь Борис», А. К. Толстой — стрелец / стражник
- «На всякого мудреца довольно простоты», А.Островский — Курчаев
- «Усилия любви», В. Шекспир — Бирон
- «День на день не приходится», А. Островский — Перцов

#### Независимый театральный проект(2002-2017)
- 2002 — «Рикошет»[12] по пьесе Э. Тейлора «Убийство по ошибке» — Инспектор Эган
- 2004 — «Боинг-Боинг»[13] по пьесе Марка Камолетти — Бернар
- 2005 — «Госпиталь „Мулен Руж“»[14] Дани Лоран — Пьер
- 2006 — «Дед Мороз — Мерзавец»"[15] Ж. Баласко, М.-А. Шазель, К. Клавье, Ж. Жюньо, Т. Лермитт, Б. Мойно — Феликс
- 2007 — «Дикарь Forever»"[16] Роб Бэккер — дикарь
- 2013 — «Ножницы»[17] по пьесе Shear Madness[англ.] П. Портнера[англ.] — Николай
- 2016 — «Имя»[18] по пьесе М. Делапорт, А. де Ла Пательер — Леонид
- 2017 — «Трактирщица»[19] по пьесе К. Гольдони — Граф

#### Театр Антона Чехова
- … «По особым случаям» — Майкл Рускин

#### Театр — продюсерская группа
- «Три подушки» — Фарятьев

### Фильмография

#### Актёр
| Год         |   | Название                                                             | Роль                                          |
| ----------- | - | -------------------------------------------------------------------- | --------------------------------------------- |
| 1992        | ф | На Дерибасовской хорошая погода, или На Брайтон-Бич опять идут дожди | газетчик                                      |
| 1994        | ф | Утомлённые солнцем                                                   | танкист                                       |
| 1996        | ф | Московские каникулы                                                  | милиционер                                    |
| 1998        | ф | Сибирский цирюльник                                                  | Назаров, юнкер                                |
| 2001        | с | Остановка по требованию (второй сезон)                               | рабочий на стройке                            |
| 2001        | ф | Пятый угол                                                           | неизвестный                                   |
| 2002        | ф | Моя граница                                                          | прапорщик Ватных                              |
| 2002        | ф | Шукшинские рассказы (новелла «Другая жизнь»)                         | Мишка                                         |
| 2003—2005   | с | Саша+Маша                                                            | Саша                                          |
| 2003        | ф | Курорт особого назначения                                            | Веня Колпаков                                 |
| 2004        | ф | Ночной Дозор                                                         | Толик, аналитик Ночного Дозора                |
| 2005        | с | Сатисфакция                                                          | Штольц                                        |
| 2006        | ф | Дневной Дозор                                                        | Толик, сотрудник Ночного Дозора               |
| 2006        | ф | Дикари                                                               | Роберт                                        |
| 2007        | с | Бешеная                                                              | Анатолий Петраков (Толян), оперуполномоченный |
| 2007        | с | Счастливы вместе (серия «Не паримся вместе»)                         | Гоша Булкин                                   |
| 2007        | ф | Самый лучший фильм                                                   | Антон Городецкий (из фильма «Ночной Дозор»)   |
| 2008        | ф | Мымра                                                                | Владимир                                      |
| 2008        | ф | И всё-таки я люблю                                                   | Володя, друг и сокурсник Вадима               |
| 2009        | ф | 220 вольт любви                                                      | Самойлов/ Денис Бояркин                       |
| 2009        | с | Крем                                                                 | Матроскин                                     |
| 2009        | ф | Синдром Феникса                                                      | Гена Колычев, он же «Гоша»                    |
| 2009 — 2019 | с | Воронины                                                             | Константин Воронин                            |
| 2010        | ф | Неудачников.net                                                      | Александр Новгородцев, изобретатель           |
| 2011        | с | Молодожёны (23 серия)                                                | Костя Воронин                                 |
| 2012        | ф | Не плачь по мне, Аргентина                                           | Харин                                         |
| 2014        | ф | Всё сначала                                                          | Геннадий                                      |
| 2014        | с | Пляж                                                                 | Андрей Гошко, майор полиции, начальник ГУВД   |
| 2016        | ф | Жених                                                                | Ляпичев                                       |
| 2016        | с | Одна за всех (восьмой сезон)                                         | Сергей, муж идеальной женщины-робота          |
| 2018        | ф | 321-я Сибирская                                                      | майор Логинов                                 |
| 2019        | ф | Любовницы                                                            | Валентин                                      |
| 2019        | ф | Отчаянные                                                            | Георгий Брагин, доктор-шарлатан               |
| 2021—2025   | с | Девушки с Макаровым                                                  | Жилин, замначальника РОВД, майор полиции      |
| 2021        | с | Сёстры                                                               | Капитанов, владелец автосалона, папа сестёр   |
| 2023        | ф | Бешенство                                                            | Юра                                           |
| 2023        | ф | Сидоровы                                                             | Имя персонажа не указано                      |
| 2023        | ф | Моя мама                                                             | шпион                                         |
| 2023        | ф | Между нами лето                                                      | Андрей, отец Саши, муж Иры                    |
| 2024        | ф | Про мою маму и про меня                                              | Имя персонажа не указано                      |
| 2024        | с | Казачок                                                              | Семён Чурила                                  |
| 2024        | ф | Кореша                                                               | Михалыч                                       |
| 2024        | ф | Костя — Вера                                                         | Константин Воронин                            |

#### Режиссёр
| Год       |   | Название         | Роль     |
| --------- | - | ---------------- | -------- |
| 2006—2012 | с | Счастливы вместе | Режиссёр |
| 2009—2019 | с | Воронины         | Режиссёр |

### Озвучивание
- 2006 — 2008 — Счастливы вместе — пёс Барон

### Дубляж
- 2006 — Астерикс и викинги — Простопникс
- 2006 — Гроза муравьёв — Лукас Никль